# Neoscorpaena
Neoscorpaena is een geslacht van straalvinnige vissen uit de familie van schorpioenvissen (Scorpaenidae).